# Indy Boonen
Indy Boonen (Dilsen-Stokkem, 4 de enero de 1999) es un futbolista belga que juega en la demarcación de extremo para el K. S. C. Lokeren-Temse de la Segunda División de Bélgica.

## Biografía
Tras empezar a formarse como futbolista en el K. R. C. Genk durante nueve años, y tres más en el Manchester United FC, finalmente en junio de 2018 se marchó traspasado al K. V. Oostende. Hizo su debut con el primer equipo el 28 de julio de 2018 en la Primera División de Bélgica contra el Royal Excel Mouscron, tras sustituir a Richairo Živković en el minuto 91.
En enero de 2024, después de haber estado seis meses sin equipo, fichó por el Panachaiki de Patras. Se marchó en abril a falta de cuatro partidos para el final de la temporada después de haberle sido rescindido su contrato. Entonces regresó a Bélgica y para la campaña 2024-25 se unió al K. S. C. Lokeren-Temse.

## Clubes
| Club                   | País    | Año       | Partidos | Goles |
| ---------------------- | ------- | --------- | -------- | ----- |
| K. V. Oostende         | Bélgica | 2018-2023 | 75       | 7     |
| Panachaiki de Patras   | Grecia  | 2024      | 4        | 0     |
| K. S. C. Lokeren-Temse | Bélgica | 2024-     | 32       | 4     |